# Селма Бајрами
Селма Бајрами (Тузла, 4. јул 1980) босанскохерцеговачка је певачица. Своју музичку каријеру започела је издавањем дебитантског албума Кад суза не буде… (1998) са 18 година. До данас, Бајрами је објавила девет студијских албума и сматра се једном од најпопуларнијих певачица из Босне и Херцеговине.

## Детињство и младост
Бајрами је рођена у Тузли, Босна и Херцеговина, тада у саставу СФР Југославије, од мајке Бошњакиње Енесе (девојачко Суљић; рођена 2. марта 1960), која је рођена у селу Куге, и оца Фадила Бајрамија (рођен 30. марта 1957), који је мешовитог порекла — пола Бошњак, рођен у Лукавцу, и пола Албанац, пошто је његов отац Реџеп Бајрами (8. септембар 1933 – 12. април 2013), Селмин деда, рођен у Глињани, одакле се касније доселио у Тузлу. Одрасла је у оближњем селу Мрамор, где је провела читав период Рата у Босни и Херцеговини (1992–1995), током којег је почела да пева у кафанама. Има сестру Фахиру (рођена 13. јула 1977) и брата Ениса (рођен 12. септембра 1984). Године 1996. вратила се у Тузлу, где је завршила школу за козметичарку.
Бајрами је професионално почела да пева са 13 година, наступајући на локалним фестивалима и угоститељским објектима.

## Каријера

### 1998—2003: Рани период и пробој у региону
Бајрами је дебитовала 1998. године албумом Кад суза не буде…, који је објавила издавачка кућа Нимфа Саунд. У раној каријери пажњу је привукла хитовима као што су Њему осмијех, мени сузе, Шта ће жена та? и Није моја мајка крива.
Убрзо након дебија, Бајрами је постала чланица женске поп групе IF из Тузле. Између 1999. и 2000. године, група је објавила три песме: Не вјеруј мушкарцима, Не могу без тебе и Ако се деси.
Године 1999. издала је свој други студијски албум Љубав си убио гаде, који јој је донео велику популарност у Босни и Херцеговини и утврдио је као једну од најперспективнијих младих извођача. Албум је изнедрио неколико хитова, укључујући Пијаницо, Живот лијечи ране, Мрва хљеба и насловну песму. Песму Никад од тебе човјека за њу је написао познати кантаутор Дино Мерлин.
Трећи студијски албум Револуција изашao је у јуну 2001. године. То је било њено прво појављивање на српској музичкој сцени, где је наступала на ТВ Пинк и емисијама Гранд продукције. Албум је у БиХ објавио Нимфа Саунд, а у Србији Grand Production. Саша Поповић, директор Гранд продукције, представио ју је у Гранд шоу као најпопуларнију певачицу из БиХ. Албум садржи популарне песме као што су Сви сте ви исти, Отвори се, земљо и Очи зелене.
Четврти студијски албум Жена са Балкана објављен је 2002. године и био је њен последњи за Нимфа Саунд. Албум садржи запажене песме као што су Нана, Шкорпија и Жена сирена, по којој је добила један од својих препознатљивих надимака.
Године 2003. учествовала је на националном такмичењу БиХ за Песму Евровизије, где је са песмом Заљубљена освојила шесто место.

### 2004—2008: Успон до балканске славе
Након раскида уговора са Нимфа Саундом, Бајрами је 27. децембра 2004. објавила свој пети студијски албум Какво тијело Селма има, у издању Саратона и Сонг Зелекса. Ревидирано издање албума појавило се у априлу 2005. преко Хајат продукције. Песме попут насловне, Тијело уз тијело и Кад иза себе погледам учврстиле су њен статус водеће поп-фолк звезде Балкана. На овом албуму Бајрами је потписана као композитор песама Дивљи зов и Прва љубав, као и текстописац песме Љубави једина. Значајно је и што се 2010. на Јутјубу појавила демо верзија песме Мушка суза у извођењу Драгане Мирковић. 
Медији су пренели да је Селма првобитно требало да представља БиХ на Евровизији са песмом C’mon Boy, али је песма повучена неколико дана пре националног избора. Аутор песме Александра Ковач одлучила је да је задржи за себе и касније са њом освојила MTV награду.
Шести студијски албум Острво туге објављен је 25. априла 2007. преко Гранд продукције. Хитови са албума укључују Острво туге, Промијени се, Корак до нервног слома и Лијепе жене. Видео за насловну песму снимљен је у Скопљу крајем 2006. Албум садржи и дует са Ацом Лукасом Кад се не да, не да се, а песму Тако си хладан написала је сама Бајрами.
Од 26. октобра до 28. децембра 2008, Бајрами је учествовала у другој сезони шоу програма Звијезде са звијездама, где је заједно са партнером Енвером Луговићем Кицетом победила.

### 2009—2014: Континуирани успех и медијска присутност
У јулу 2009. објавила је сингл Ђаволица са репером Дедом, а у новембру дует Шта је од Бога, добро је са македонским певачем Елвиром Мекићем. Сингл Фармерице и пратећи видео клип премијерно су приказани 24. децембра 2009. У фебруару 2010. такмичила се у Грандовом Axal III фестивалу са песмом Рукујмо се као пријатељи.
Седми студијски албум Закон судбине објављен је 2. јуна 2010. и био је њен последњи за Гранд продукцију. Албум садржи хитове Воли ме до бола, Бакшиш и насловну песму. Песму Немој да се шалиш написала је сама Селма.
У јануару 2011. објавила је реиздање албума преко Хајат продукције. Те године Хајат ТВ емитовала је њен ријалити шоу Воли ме до бола, у којем је тражила играче и моделе за спот насловне песме, који је снимљен у августу.
Дана 19. децембра 2013. објавила је сингл Нисам ти опростила, као најаву за осми студијски албум Селма, објављен 23. јула 2014. преко Сити рекордса и Хајат продукције. Запажене песме са албума су Тијело без душе, Нисам ти опростила и Само твоје очи.

### 2015—2024: Уметничка еволуција и лични пројекти
Дана 9. октобра 2015. објавила је дует Млађе слађе са Енелом Палавром преко IDJ Tunes-а. Песма је брзо постала хит и има преко 15 милиона прегледа на Јутјубу.
У мају 2016. објавила је сингл Звјерка, чији наступ у Звезде Гранда Специјал има преко 33 милиона прегледа.
Дана 16. децембра 2016. објавила је емотивни сингл У земљи крви и меда, инспирисан трагичном ратном љубавном причом Бошка и Адмире, познатих као Ромео и Јулија Сарајева.
Бајрами је синглове објављене између 2015. и 2024. сабрала у албум Ембарго, који је званично објављен 30. августа 2024. Изјавила је да је албум настајао десет година и представља једно животно поглавље.

### 2025—данас: Најављени албум и нове сарадње
Године 2025. Бајрами је најавила да ради на свом десетом студијском албуму у сарадњи са новим тимом текстописаца и продуцената.

## Приватни живот
Бајрами је свог првог супруга, Зорана Вучковића из Сарајева, упознала у марту 2003. године у хрватском граду Макарска, где су се венчали шест месеци касније. Развели су се у фебруару 2004.
Селма је свог другог супруга, Бошњака Мују Мусића, упознала у јулу 2011. током наступа на језеру Модрац код Лукавца. Венчали су се 22. децембра 2011. пред 100 званица у Хотелу Тузла у истом граду, након што су били верени месец дана. Бајрами се са другим мужем преселила у његов дом у Бечу. Пар је поднео захтев за развод у октобру 2014.
Селма је на дан венчања била трудна око два месеца, а иако је термин порођаја био 4. јул 2012, на њен 32. рођендан, сина је царским резом родила седам дана касније, 11. јула 2012. у Бечу. Дечак је добио име Дарис.
Селма 2013. године није прославила сину први рођендан јер је рођен на годишњицу геноцида у Сребреници. Изјавила је да му никада неће славити рођендан на тај датум из пијетета према жртвама.
Дана 23. децембра 2020. старатељство над сином Дарисом додељено је њеном бившем супругу. Бајрами је касније изјавила у медијима да током пандемије Ковид 19 није имала правну помоћ. У међувремену, њен бивши супруг је суду подносио више лажних оптужби против ње. Пошто није одговарала на тужбу, суд је то протумачио као сагласност са наводима, па је старатељство додељено њеном бившем мужу.
Бајрами се јавно бори за старатељство над сином Дарисом. Према писањима медија, њен бивши супруг спречава Дариса да је контактира телефоном док је код њега. У јуну 2025. Селма је на ТикТоку поделила Дарисов коментар на један њен видео, у којем је изразио чежњу за мајком упркос забранама.
Селма је живела у Тузли пре него што се 2005. преселила у Сарајево. Од 2009. до 2012. живела је у стану у стамбеној кули Босмал Сити Центар, што је тада изазвало велику пажњу медија. Тренутно живи у Пуркерсдорфу, месту код Беча.

## Имиџ у јавности
Дана 23. јануара 2009, ТВ Вогошћа емитовала је у 19:10 спот Селме Бајрами за песму Нана, у којем глуми учитељицу која деци дели бомбоне. Након емитовања, Регулаторна агенција за комуникације БиХ (РАК) издала је писмено упозорење локалној телевизији, наводећи да порука спота доводи у питање добробит и достојанство деце и малолетника.
Дана 16. фебруара 2010, Бајрами је током ноћног изласка са пријатељима у клубу Mystik у Београду била физички нападнута од стране пијаног мушкарца. Примљена је на лечење у Клинички центар Србије, након чега је тужила нападача.
Раније, у септембру 2008, Бајрами је демантовала писање медија да је шизофреничар покушао да приђе бини са моторном тестером током једног њеног наступа у клубу код Сребреника.
Дана 20. септембра 2023, бивши фудбалер Елвир Болић упутио је контроверзну изјаву у којој је Бајрами споменуо у негативном контексту, у вези са ВИП ложом на фудбалској утакмици. Она му је јавно одговорила, оптуживши га да тражи публицитет и додала: „Навикла сам на људе који су своје шансе прокоцкали, па се окаче за моје име.“ Саракастично га је позвала да заједно иду на следећу утакмицу, певајући њену песму Лијепе жене.
Током гостовања 2023. у емисији Амиџи шоу на ТВ Пинк, Бајрами је прозвала водитеља Огњена Амиджића јер је певача Еру Ојданића питао неприкладано питање о најмлађој жени са којом је спавао. Касније је осудила Ојданићево понашање, рекавши да је „целу емисију слинио и да јој може бити деда“.
Дана 25. новембра 2023. појавио се снимак Бајрами како на свадби изводи песму Valle Kosovare, при чему показује руком двоглавог орла — симбол албанског идентитета. Видео је постао виралан у српским медијима и изазвао жестоке реакције и критике од стране Јоване Јеремић, Маје Николић, Драгана Ј. Вучићевића и других.
Дана 22. јануара 2024, Бајрами је забрањен улазак у Србију након што је из Беча слетела у Београд. Српске власти су као разлог навеле „безбедносне разлоге“. Убрзо након тога, политичар Александар Вулин јавно је изјавио да је лично донео одлуку о забрани.
Као одговор, Бајрами је гостовала на Н1 телевизији, негирала било какву мржњу према српском народу и нагласила да су многи њени сарадници и пријатељи Срби. Изјавила је да је гест који је показала симбол припадности албанском народу, а не подршка „Великој Албанији“, како су то неки српски медији приказали.
Босански политичар Елмедин Конаковић коментарисао је овај инцидент, назвавши поступак Србије „црном рупом“ и критиковао Вулина због забрана које уводи из личних или политичких разлога.
Касније је председник Србије Александар Вучић у једном обраћању на ТВ Пинк изјавио да су Селма Бајрами и Северина „мрзитељке српског народа“. Међутим, касније је најавио да ће обема поново бити дозвољен улазак у Србију. Обе певачице су затим изјавиле да неће долазити у Србију док је Вучић на власти.
У децембру 2024, Бајрами је јавно подржала српске студенте који су протестовали због трагедије у Новом Саду, где је у урушавању надстрешнице погинуло 16 људи.
У јулу 2025, певачица Јелена Карлеуша јавно је критиковала Бајрами јер је лајковала објаву на друштвеним мрежама која се односила на суспензију Карлеушиних Instagram налога, који су уклоњени због говора мржње и истовремене подршке Александру Вучићу. Бајрами јој је оштро одговорила, настављајући њихов јавни сукоб.

## Дискографија

### Албуми
- Кад суза не буде... (1998)
- Љубав си убио гаде (1999)
- Револуција (2001)
- Жена са Балкана (2002)
- Какво тијело Селма има (2004)
- Острво туге (2007)
- Закон судбине (2010)
- Селма (2014)
- Ембарго (2024)

### Синглови ван албума
- 1997: „Покажи пут до неба“ (гостовање у песми Зијада Реџића)
- 1998: „Зар теби да вјерујем“ (гостовање у песми Рамиза Реџеповића)
- 1999: „Забрањена љубав“ (гостовање у песми Насера Бајрамија)
- 1999: „Не вјеруј мушкарцима“ (као чланица групе IF)
- 2000: „Не могу без тебе“ (као чланица групе IF)
- 2000: „Ако се деси“ (као чланица групе IF)
- 2003: „Заљубљена“
- 2005: „То воду не пије“ (гостовање у песми Амира Казића Леа)
- 2006: „Гдје ће ти душа“ (гостовање у песми Енеса Беговића)

### Спотови
| Спот                     | Година | Режисер              |
| ------------------------ | ------ | -------------------- |
| Пијаницо                 | 1999   | Arthur               |
| Живот лијечи ране        | 1999   | Arthur               |
| Љубав си убио гаде       | 1999   | Arthur               |
| Мој голубе               | 1999   | Arthur               |
| Не вјеруј мушкарцима     | 1999   | RTV TK               |
| Не могу без тебе         | 2000   | Arthur               |
| Тако сам млада           | 2001   | Arthur               |
| Сви сте ви исти          | 2001   | Arthur               |
| Нана                     | 2002   | Arthur               |
| Жена сирена              | 2002   | Arthur               |
| Какво тијело Селма има   | 2005   | iCODE Team           |
| То воду не пије          | 2005   | Hayat Production     |
| Тијело уз тијело         | 2005   | Готива               |
| Острво туге              | 2007   | Дејан Милићевић      |
| Промијени се             | 2007   | Дејан Милићевић      |
| Шта је од Бога, добро је | 2009   | Дејан Милићевић      |
| Фармерице                | 2009   | Готива               |
| Бакшиш                   | 2011   | Дејан Милићевић      |
| Воли ме до бола          | 2011   | Hayat Production     |
| Нисам ти опростила       | 2013   | Дејан Милићевић      |
| Тијело без душе          | 2014   | Дејан Милићевић      |
| Млађе слађе              | 2015   | Андреј Илић          |
| Звјерка                  | 2016   | Avik Shanic          |
| У земљи крви и меда      | 2016   | Дејан Милићевић      |
| Инцидентно               | 2017   | Tropical Life Is Fun |
| Ризик                    | 2018   | Дино Сехић           |
| Лажни господин           | 2019   | Дејан Милићевић      |
| Нека гори ова ноћ        | 2021   | Tropical Life Is Fun |
| Маска                    | 2022   | Давид Мићић          |
| Харем                    | 2023   | Дејан Милићевић      |
| Дама                     | 2024   | Харис Дубица         |

### Тв верзије
| Верзија        | Година | Режисер          |
| -------------- | ------ | ---------------- |
| Прва жена      | 2022   | CukiTon          |
| Само твоје очи | 2022   | Ивица Стефановић |

### Компилације
- Највећи хитови (2007)
- The Best of Selma Bajrami (2011)

## Синглови ван албума
- 1997: „Покажи пут до неба“ (гостовање у песми Зијада Реџића)
- 1998: „Зар теби да вјерујем“ (гостовање у песми Рамиза Реџеповића)
- 1999: „Забрањена љубав“ (гостовање у песми Насера Бајрамија)
- 1999: „Не вјеруј мушкарцима“ (као чланица групе IF)
- 2000: „Не могу без тебе“ (као чланица групе IF)
- 2000: „Ако се деси“ (као чланица групе IF)
- 2003: „Заљубљена“
- 2005: „То воду не пије“ (гостовање у песми Амира Казића Леа)
- 2006: „Гдје ће ти душа“ (гостовање у песми Енеса Беговића)

### Спотови
| Спот                     | Година | Режисер              |
| ------------------------ | ------ | -------------------- |
| Пијаницо                 | 1999   | Arthur               |
| Живот лијечи ране        | 1999   | Arthur               |
| Љубав си убио гаде       | 1999   | Arthur               |
| Мој голубе               | 1999   | Arthur               |
| Не вјеруј мушкарцима     | 1999   | RTV TK               |
| Не могу без тебе         | 2000   | Arthur               |
| Тако сам млада           | 2001   | Arthur               |
| Сви сте ви исти          | 2001   | Arthur               |
| Нана                     | 2002   | Arthur               |
| Жена сирена              | 2002   | Arthur               |
| Какво тијело Селма има   | 2005   | iCODE Team           |
| То воду не пије          | 2005   | Hayat Production     |
| Тијело уз тијело         | 2005   | Готива               |
| Острво туге              | 2007   | Дејан Милићевић      |
| Промијени се             | 2007   | Дејан Милићевић      |
| Шта је од Бога, добро је | 2009   | Дејан Милићевић      |
| Фармерице                | 2009   | Готива               |
| Бакшиш                   | 2011   | Дејан Милићевић      |
| Воли ме до бола          | 2011   | Hayat Production     |
| Нисам ти опростила       | 2013   | Дејан Милићевић      |
| Тијело без душе          | 2014   | Дејан Милићевић      |
| Млађе слађе              | 2015   | Андреј Илић          |
| Звјерка                  | 2016   | Avik Shanic          |
| У земљи крви и меда      | 2016   | Дејан Милићевић      |
| Инцидентно               | 2017   | Tropical Life Is Fun |
| Ризик                    | 2018   | Дино Сехић           |
| Лажни господин           | 2019   | Дејан Милићевић      |
| Нека гори ова ноћ        | 2021   | Tropical Life Is Fun |
| Маска                    | 2022   | Давид Мићић          |
| Харем                    | 2023   | Дејан Милићевић      |
| Дама                     | 2024   | Харис Дубица         |

### Тв верзије
| Верзија        | Година | Режисер          |
| -------------- | ------ | ---------------- |
| Прва жена      | 2022   | CukiTon          |
| Само твоје очи | 2022   | Ивица Стефановић |

### Компилације
- Највећи хитови (2007)
- The Best of Selma Bajrami (2011)